# Filip Borsos
Filip Borsos (* 22. Juni 2000 in Sopron) ist ein ungarischer Fußballspieler.

## Karriere
Borsos begann seine Karriere beim SC Sopron. Zur Saison 2015/16 kam er nach Österreich in die AKA Burgenland, in der er bis Oktober 2018 spielte. Im Oktober 2017 debütierte er gegen den SV Eltendorf für die Amateure seines Stammvereines SV Mattersburg in der viertklassigen Burgenlandliga. Im selben Monat erzielte er bei einer 3:2-Niederlage gegen den ASV Siegendorf sein erstes Tor für Mattersburg II. Bis Saisonende kam er zu 13 Einsätzen, in denen er drei Tore erzielte. Zu Saisonende stieg er mit den Mattersburger Amateuren in die Regionalliga auf.
Sein erstes Spiel in der dritthöchsten Spielklasse absolvierte er im September 2018 gegen den SC-ESV Parndorf 1919. Im April 2019 erzielte er bei einem 1:1-Remis gegen Parndorf sein erstes Regionalligator. In der Saison 2018/19 kam er zu 15 Einsätzen, in denen er zwei Tore erzielte. Im Juni 2020 debütierte er bei seinem Kaderdebüt für die Profis in der Bundesliga, als er am 29. Spieltag der Saison 2019/20 gegen den SCR Altach in der 87. Minute für Martin Pusic eingewechselt wurde. Nach der Saison 2019/20 stellte Mattersburg den Spielbetrieb ein.
Daraufhin wechselte er im September 2020 zum Bundesligaaufsteiger SV Ried. Für die Rieder kam er zwei Bundesligaeinsätzen. Zur Saison 2021/22 wechselte er zum Zweitligisten FC Blau-Weiß Linz, bei dem er einen bis Juni 2023 laufenden Vertrag erhielt. In Linz konnte er sich aber nicht durchsetzen, insgesamt spielte er zehnmal in der 2. Liga, davon nur einmal von Beginn an. Daraufhin wurde sein Vertrag im Dezember 2021 aufgelöst und er wechselte zum Regionalligisten 1. Wiener Neustädter SC. Für die Niederösterreicher kam er zu neun Regionalligaeinsätzen.
Zur Saison 2022/23 kehrte Borsos nach Ungarn zurück und wechselte zum Zweitligisten Győri ETO FC.